# 一柳末昭
一柳 末昭（ひとつやなぎ すえあきら）は、江戸時代後期の大名。播磨国小野藩7代藩主。官位は従五位下土佐守。

## 略歴
6代藩主・一柳末英の次男として江戸にて誕生。
文化元年（1804年）7月5日、父が病を理由に隠居したため、その跡を継いだ。文化9年（1812年）10月17日に23歳で死去し、跡を弟の末周が継いだ。
墓所は東京都渋谷区広尾の祥雲寺。

## 系譜
- 父：一柳末英（1758-1810）
- 母：板倉勝任養女 - 板倉勝承の娘
- 正室：稲葉弘通娘
- 養子
  - 男子：一柳末周（1791-1853） - 一柳末英の三男